# Сан-Марино на летних Олимпийских играх 1968
Сан-Марино принимало участие в Летних Олимпийских играх 1968 года в Мехико (Мексика), но не завоевало ни одной медали. Спортсмены Сан-Марино принимали участие в состязаниях по велоспорту и стрельбе. От страны выступало 4 участника.

## Результаты соревнований

### Велоспорт
Спортсменов — 2
 Шоссейный велоспорт
| Дисциплина      | Спортсмены    | Время   | Место |
| --------------- | ------------- | ------- | ----- |
| групповая гонка | Жерар Леттоли | 5:10:22 | 60    |
| групповая гонка | Энцо Фризони  | 5:12:46 | 61    |

### Стрельба
Спортсменов — 2
Мужчины
| Соревнование | Спортсмены            | Финал     | Финал |
| Соревнование | Спортсмены            | Результат | Место |
| ------------ | --------------------- | --------- | ----- |
| трап         | Лео Франчози          | 181       | 42    |
| трап         | Сальваторе Пелличчони | 177       | 45    |